# 耿马溪蟹
耿马溪蟹（学名：Potamon gengmaense）为溪蟹科溪蟹属的动物。在中国大陆，分布于云南等地，一般生活于溪流石下。